# نستور کولونیا
نستور کولونیا (انگلیسی: Nestor Colonia؛ زادهٔ ۱۶ فوریهٔ ۱۹۹۲) وزنه‌بردار اهل فیلیپین است.
وی در مسابقات کشوری و بین‌المللی در مجموع برندهٔ ۱ مدال طلا، ۲ مدال برنز شده‌است.